# Arzu Coruh

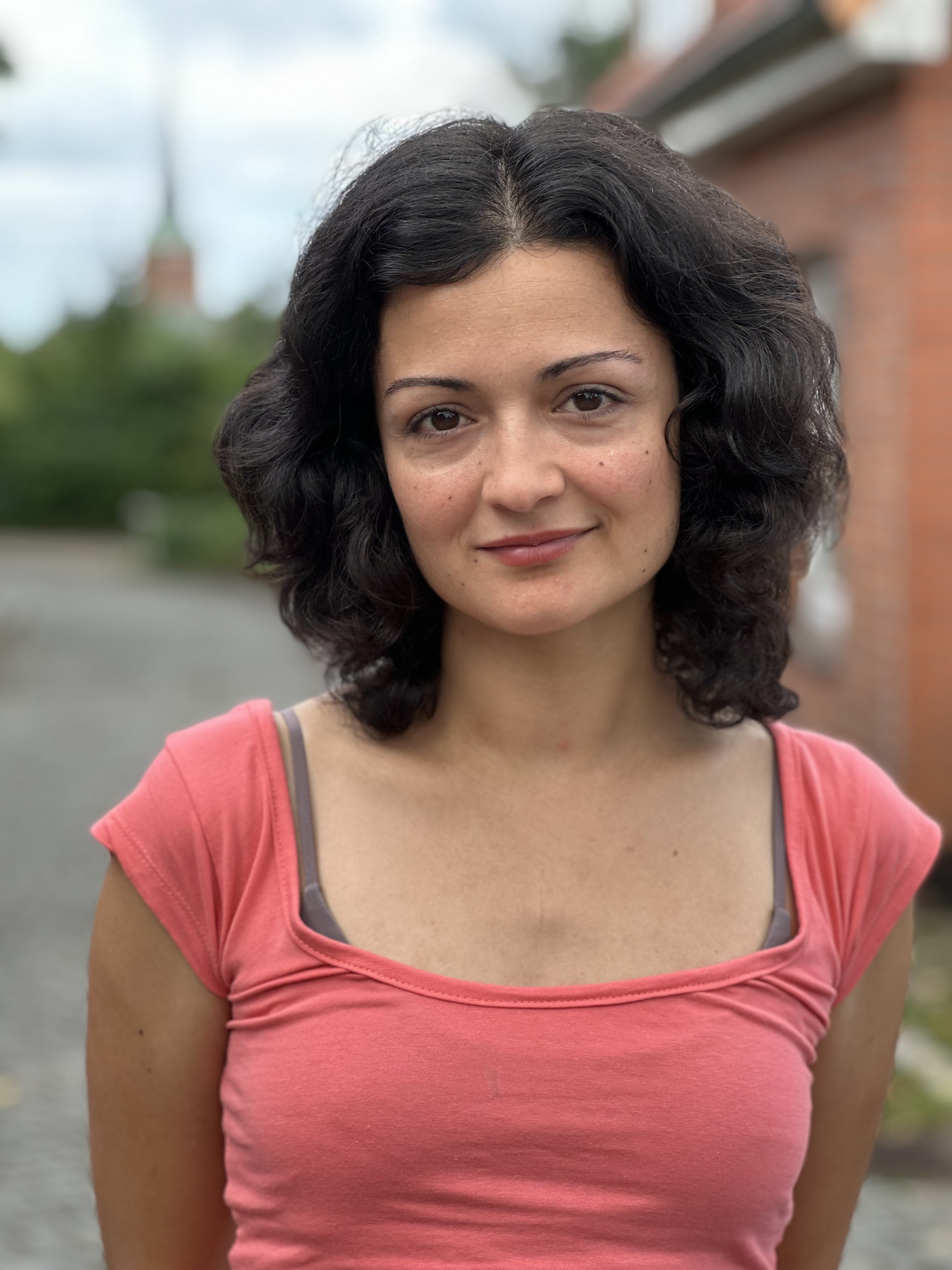
Arzu Coruh (2025)

Arzu Coruh (* 1988 in Witten) ist eine deutsche Schauspielerin, Synchronsprecherin und Theaterdarstellerin. Bekannt wurde sie durch das Musikvideo Köln Kalk Ehrenmord von Eko Fresh (2011) sowie durch Fernsehrollen, Kurzfilme und Theaterproduktionen.

## Leben
Arzu Coruh erhielt ihre Schauspielausbildung von 2009 bis 2016 an der Theaterakademie Köln. Erste Bekanntheit erlangte sie durch die Rolle der Gülistan, einem Ehrenmord-Opfer im Musikvideo Köln Kalk Ehrenmord (2011) von Eko Fresh. Das Video sorgte für breite mediale Resonanz und ist bis heute vielfach rezipiert.
Sie spielte unter anderem in den ZDF-Produktionen Seerosensommer (2011), Marie Brand und die Ehrenfrauen (2022) und Serien wie Alles was zählt (RTL), Falk (ARD), Unter Freunden stirbt man nicht (VOX) sowie in mehreren Kurzfilmen.
Seit 2024 ist sie wieder verstärkt auf der Theaterbühne aktiv. Das Stück In Liebe (c.tTheater Köln) wurde 2025 beim Westwind-Festival mit dem Jugendjury-Preis ausgezeichnet. 2025 folgte die Ensemblearbeit in Çay – Eine Heimatgeschichte.

## Filmografie

### Film und Fernsehen
- 2010: Vater aus heiterem Himmel (ZDF)
- 2011: Seerosensommer (ZDF)
- 2019: Merz gegen Merz (Fernsehserie, 2 Folgen)
- 2020: Alles was zählt (RTL)
- 2020: Falk (ARD)
- 2020: Unter Freunden stirbt man nicht (VOX)
- 2020: Soko Köln (Fernsehserie, 1 Folge)
- 2022: Marie Brand und die Ehrenfrauen (ZDF)
- 2024: Für alle Fälle Familie (Sat.1)

### Kurzfilme (Auswahl)
- 2012: Hier kommt Kurt
- 2016: Pizza Pizza
- 2017: Pantera Negra Productions
- 2017: Kopfkino

## Theater (Auswahl)
- 2024–2025: In Liebe, Orangerie Theater Köln – Rolle: Leyla
- 2025: Çay – Eine Heimatgeschichte

## Synchronisation (Auswahl)
- 2017–2018: When Calls the Heart
- 2021: Akudama Drive

## Auszeichnungen
- 2025: Jugendjury-Preis des Westwind-Festivals für das Theaterstück In Liebe (Ensemblepreis)[1]